# Црква Свете Тројице у Врању
Црква Свете Тројице у Врању, насељеном месту на територији града Врања, православни је храм који припада Епархији врањској Српске православне цркве.
Црква посвећена Светој Тројици подигнута је у првој половини 19. века, а из њеног темеља узет је један камен и узидан у темеље Саборне цркве Свете Тројице у Врању.
Храм је реновиран 2001. године.